# 大阪府立夕陽丘高等学校
大阪府立夕陽丘高等学校（おおさかふりつゆうひがおかこうとうがっこう、英称：Osaka Prefectural Yuhigaoka High School）は、大阪府大阪市天王寺区北山町に所在する公立高等学校。
略称は「夕陽（ゆうひ）」。

## 概要
1906年に大阪府立島之内高等女学校として設立された。全日制普通科と音楽科を設置している。音楽科は1995年に設置され、大阪府立高校では唯一となっている。
学校は難波宮朱雀大路跡と推定されている場所に位置し、また旧大阪府女子師範学校跡でもある。同窓会は清香会と称する。
清香会などの主催で海外研修がほぼ毎年あり、主に音楽科の生徒が参加するウィーン音楽研修と、オーストラリアやニュージーランドでの英語研修が交互に実施される。英語研修では、一般家庭にホームステイしながら英会話の講習を受け、地元高校生との交流や観光も行われる。
音楽科設置を機に校舎を全面的に改築し、1996年に7階建ての校舎が完成した。320席のオーケストラホール「ヴィオーラ・ホール」、冷暖房完備の音楽教室、レッスン室、練習室、スタインウェイを含むグランドピアノ、コンピュータ音楽システム、LAN教室、開閉式ガラス屋根の室内プールなどの設備を持つ。
音楽科では音楽理論、演奏法、ソルフェージュなど専門科目を履修。中田喜直、朝比奈隆、佐藤しのぶ、五嶋みどり、中村紘子ら著名音楽家を迎えた特別公開講座・特別レッスンも実施している。生徒は日本演奏家コンクール、日本クラシック音楽コンクール、全日本学生音楽コンクールなどで上位の成績を修め、音楽系大学に数多く進学している。
校則で男子・女子共に標準服が定められているが、通常授業日は基本的に私服登校が許容されている。女子標準服は、ブルーの襟にラインが2本入っているセーラー服である。
2006年に従来の3学期制を廃止し、新たに2学期制を導入した。また45分7限授業を導入している。
2011年より、イングリッシュフロンティアハイスクールズG2グレード校に指定されている。

## 沿革

### 学校創立
1906年3月9日に大阪府立島之内高等女学校として設立が認可された。大阪市南区千年町（現・大阪市中央区東心斎橋2丁目）にあった大阪市立第二高等女学校の元校舎を利用して仮校舎を設置し、1906年4月25日に第1回入学式が実施された。

### 旧制夕陽丘高等女学校
1908年11月には大阪市南区天王寺夕陽丘町（現在の大阪市天王寺区夕陽丘町）の校舎に移転した。移転直後の1909年1月18日付で、移転先の地名をとった大阪府立夕陽丘高等女学校へと改称している。
創設当初は4年制だったが、1921年度入学生より修業年限が5年となっている。
1934年5月、大阪府女子師範学校および附属小学校・附属幼稚園 の跡地である現在地（学校周辺の地名は当時、天王寺北山町であり、広域地名では桃山と呼ばれていた）に校舎を新築し移転した。大阪府の旧制中学校・高等女学校では学校名は学校所在地の地名を付けることが原則とされ、学校移転を経た際には移転先の地名を取った校名に変更することが通例だったが、移転後の改称は反対運動が起こったため見送られている。
太平洋戦争の影響で、1944年には3年生以上の生徒が勤労動員の対象となり、また1945年には戦時の臨時措置として4年制へと短縮された。1945年6月15日の第3回大阪大空襲では学校周辺に大きな被害を受けたが、校舎への被害は免れた。

### 夕陽丘高等学校
学制改革により、1948年に大阪府立夕陽丘高等学校が発足し、全日制普通科を設置した。大阪府立天王寺高等学校（旧制大阪府立天王寺中学校）と男女生徒および教職員を交流して男女共学となった。生徒交流については、夕陽丘・天王寺両校とも原則として関西本線線路を境に、北部在住者は夕陽丘高校・南部在住者は天王寺高校へ振り分けられることになった。
直後の1948年5月にはGHQの指示により、天王寺高等学校の校舎が新制中学校校舎に転用されることになった。これに伴い、校舎を明け渡した天王寺高等学校が夕陽丘高等学校内に移転して2校同居する形となった。夕陽丘・天王寺の2校同居は1951年まで続いたが、天王寺高等学校は1951年までに元の校舎へと復帰している。
1995年には音楽科を併設している。

### 年表
- 1906年 - 大阪府立島之内高等女学校として、島之内で開校。
- 1909年 - 夕陽丘に移転。大阪府立夕陽丘高等女学校に改称。
- 1934年 - 現校地に移転。
- 1948年 - 学制改革に伴い大阪府立夕陽丘高等学校に改称。大阪府立天王寺高等学校と職員・生徒の交流を行い男女共学となる。
- 1995年 - 音楽科を設置。
- 2006年 - 2学期制を開始。
- 2007年 - 学力向上拠点形成事業実施校に指定。
- 2010年 - 文部科学省から伝統文化教育実践研究校に指定。

## クラブ活動
大阪府内の高校では珍しくホッケー部があり、過去何度もインターハイ出場を果たしている。また陸上競技部からは過去全国インターハイに5人、近畿インターハイに26人がそれぞれ出場している。合唱部は1954年度のNHK全国学校音楽コンクールで第3位（銅賞）を獲得している。

## 出身者

### 政治
- 赤松良子 - 元文部大臣・駐ウルグアイ特命全権大使・労働省婦人局長
- 久米愛 - 弁護士、日本婦人法律家協会（現・日本女性法律家協会）初代会長

### 経済
- 宮島義嗣 - 元OKK社長
- 上田安子 - ファッション・デザイナー、上田安子服飾専門学校創立者

### 学芸
- 小田実 - 作家、反戦「ベトナムに平和を!市民連合」政治活動家
- 木村一男 - インダストリアルデザイナー、名古屋学芸大学大学院教授
- 黒川俊二 - 雑草学者、京都大学教授、元日本雑草学会幹事長
- タナカカツキ - マンガ家/映像作家、カプセルトイ「コップのフチ子」企画原案者
- 薮内正幸 - 絵本作家、産経児童出版文化賞、国際児童図書評議会オナーリスト賞
- 鷲谷七菜子 - 俳人

### 芸能
- 有馬稲子 - 女優
- 井筒日美 - 作詞家
- 稲葉瑠奈 - ピアニスト、女優
- 木南清香 - ミュージカル女優
- 鈴木愛美 - ピアニスト
- 辻井亜季穂 - オペラ歌手
- 園佳也子 - 女優
- 塩田利幸 - 元関西テレビアナウンサー
- 苫田亜沙子 - ミュージカル俳優
- シルク - お笑い芸人（非常階段）
- ミヤコ - お笑い芸人（非常階段）
- 松岡絵梨子 - 元広島テレビのアナウンサー、元テレビユー山形アナウンサー。
- 松本暢章 - 関西テレビ放送第1期アナウンサー
- 森良太 - ミュージシャン、Brian the Sun
- 山根星子 - 作曲家、ヴァイオリニスト。ドイツのロックバンド「タンジェリン・ドリーム」メンバー

### その他
- 富本一枝 - 『青鞜』同人で女性活動家。富本憲吉の妻
- 小川忠彦 - 西洋料理人

## 関係者
- 伊賀駒吉郎 - 初代校長。甲陽学院・樟蔭学園・樟蔭東学園の創設者
- 前田純孝 - 歌人。元国語教師。

## 交通
- JR西日本（大阪環状線）桃谷駅から約500m
- Osaka Metro（谷町線）四天王寺前夕陽ヶ丘駅から約800m
- 近鉄（大阪線・難波線）大阪上本町駅から約1,000m
- JR西日本（大阪環状線）・近鉄（奈良線・大阪線）・Osaka Metro（千日前線）鶴橋駅から約1,200m